# Sedielko
Sedielko (2376 m) je nejvýše položené turisticky přístupné sedlo ve Vysokých Tatrách. Sedielko leží v hlavním hřebeni Vysokých Tater mezi Širokou vežou (2462 m) a Malým Ľadovým štítem (2603 m). Spojuje Zadnou Javorovou dolinu na západě s Malou Studenou dolinou na východě.

## Turistické trasy přes sedlo
Sedlem Sedielko prochází zelená turistická trasa. Přístup je možný z obou stran:
- Ze Starého Smokovce přes Hrebienok a Malou Studenou dolinu k Téryho chatě a dále se žlutou značkou k rozcestí na Priečné sedlo. Odtud vede k Sedielku prudký a náročný výstup suťovým kuželem. V roce 2008 začalo probíhat zpevňování cesty s využitím klád. Tato část trasy je navíc do jisté míry nebezpečná, protože zde dochází k padání kamenů (celkem 6:10 hod).
- Z Tatranské Javoriny po silnici k rozcestí u hájovny Pod Muráňom a dále táhlým stoupáním Javorovou dolinou do Zadné Javorové doliny. V závěru trasa prudce stoupá skalnatým terénem až do vlastního sedla (celkem 6:15 hod).

Přechod hlavního hřebene Vysokých Tater přes sedlo Sedielko je turisticky i časově náročný. V horní části Zadné Javorové doliny byla ještě v roce 2008 mírně ztížená orientace ve skalnatém terénu. Pokud v oblasti Sedielka napadne sníh, je lepší považovat tuto cestu za uzavřenou, protože se stává krajně nebezpečnou. I za normálních podmínek je třeba dbát zvýšené opatrnosti, protože dochází k uvolňování sutí a může dojít k úrazu padajícími kameny. Za nejistého počasí je třeba vyrážet na trasu velmi brzy, protože v oblasti sedla neexistuje vhodný úkryt před bouřkou.

## Galerie

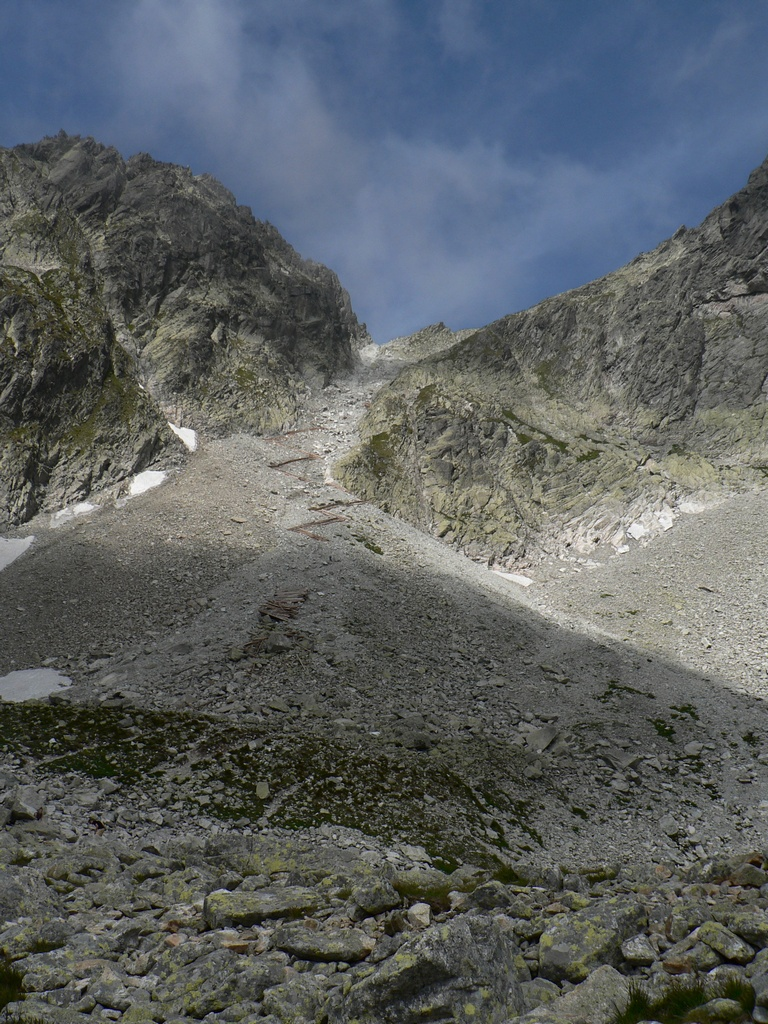
Pohled na Sedielko z Malé Studené doliny
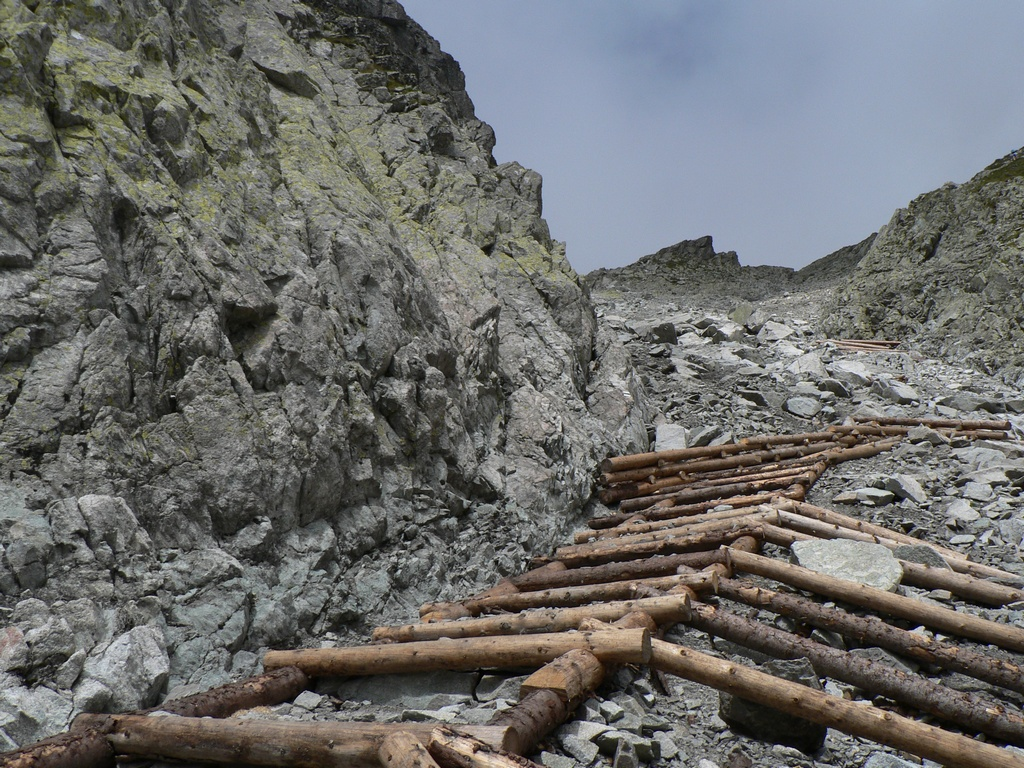
Zpevňování cesty na Sedielko (srpen 2008)
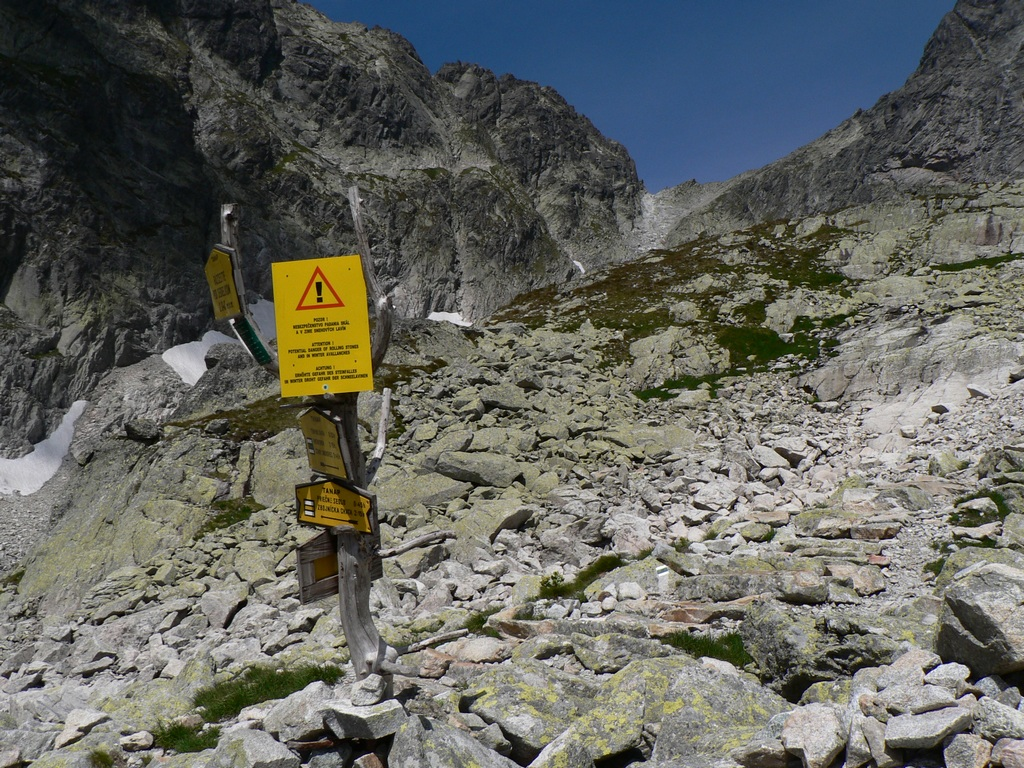
Upozornění na nebezpečí v křižovatce pod Sedielkem